# 피노키오 (드라마)
《피노키오》는 2014년 11월 12일부터 2015년 1월 15일까지 방송된 SBS 드라마 스페셜이다.

## 줄거리
진실을 쫓는 사회부 기자들의 삶과 24시간을 늘 함께하며 전쟁같이 보내는 이들이 그 안에서 서서히 설레는 시간으로 변해가는 풋풋한 청춘을 그린 드라마이다.

## 등장인물

### 한강라인 수습들
- 이종석 : 최달포 역 (아역 : 남다름) - YGN 기자, 본명은 '기하명'
- 박신혜 : 최인하 역 (아역 : 노정의) - MSC 기자, 피노키오증후군을 가지고 있는 인물
- 김영광 : 서범조 역 (아역 : 박시진) - 재벌 2세, MSC 기자
- 이유비 : 윤유래 역 - 사생팬 출신 YGN 기자

### YGN 보도국
- 이필모 : 황교동 역 - 사회부 시경캡
- 민성욱 : 장현규 역 - 사회부 일진[1] 기자, 별명 '장딴지'
- 강신일 : 이영탁 역 - 보도국장, 앵커
- 조덕현 : 조원구 역 - 사회부장
- 추수현 : 임재환 역 - 카메라기자

### MSC 보도국
- 진경 : 송차옥 역 - 인하의 어머니, MSC 기자
- 김광규 : 김공주 역 - 사회부 시경캡
- 김영훈 : 이일주 역 - 사회부 기자
- 임병기 : 연두영 역 - 보도국장
- 윤서현 : 이주호 역 - 카메라기자

### 가족들
- 변희봉 : 최공필 역 - 달포를 입양한 아버지이자 인하의 할아버지
- 신정근 : 최달평 역 - 인하의 아버지
- 김해숙 : 박로사 역 - 범조의 어머니, 범조백화점 회장
- 윤균상 : 기재명 역 (아역 : 신재하) - 달포(기하명)의 형, 생수배달원

### 그 외 인물
- 이주승 : 안찬수 역 - 달포와 인하의 고등학교 동창, 지희 남편 삼남매 아버지 경찰
- 임도윤 : 고지희 역 - 달포와 인하의 고등학교 동창, 찬수 아내 삼남매 어머니
- 박수영 : 정기봉 역 - 한강경찰서 형사팀장, 안찬수의 상관
- 태항호 : 차우철 역 - YGN 기자
- 이동진 : NTS 기자 역
- 이설구 : 미청리 폐기물처리공장 직원 역
- 최종훈 : 미청리 폐기물처리공장 직원 역
- 김정석 : 한씨 역 - 기재명의 직장동료

#### 1화 |피노키오
- 이병철 : 소방관 역
- 홍기표 : 소방관 역
- 윤진영 : 조성준 역 - 소방관
- 오승찬 : 소방진압대원 역
- 김민경 : 이웃집 할머니 역
- 김영준 : 피노키오 증후군을 가진 이웃 청년 역
- 권대희 : 뉴스 앵커 역
- 남정희 : 조성준의 어머니 역
- 정연
- 황수경 : 기자 역
- 황정훈
- 김애림
- 김단우
- 서동규
- 이혜미
- 현태용
- 김영아
- 정재용
- 고병택 : 형사 역
- 서영심
- 문대성
- 신정섭
- 박윤정
- 장대용
- 이관호

#### 2화 |미운오리새끼
- 안장훈 : 낚시배 선장 역
- 기동인
- 엄지만
- 민병욱
- 김영철
- 길성섭 : 고등학교 선생님 역
- 하연우
- 김일구 : 구급대원 역
- 전해룡 : 과일가게 주인 역
- 정의석
- 김명선 : 고등학생 역
- 조성민
- 여회현 : 고등학생 역
- 김동현
- 오현승
- 이해은
- 장복음
- 박정민
- 오서연
- 신지훈 : 상상속 인하의 상대 남자배우 역

#### 3화 |눈의 여왕
- 최주리
- 최정화
- 오유진
- 박정우 : 기자 역 - 사회부 시경캡
- 김태현
- 김미희
- 가브리엘 : 택시 손님 역
- 박종설 : 폐지 줍는 할아버지 역
- 안병경 : MSC 보도본부장 역
- 전수연
- 임정욱

#### 4화 |로미오와 줄리엣
- 홍승철
- 박은영
- 신훈희 : 포크레인 작업자 역
- 서동규

#### 5화 |임금님 귀는 당나귀 귀
- 이재이
- 고유안
- 한상우
- 김종필
- 김미준 : 편의점 손님 역
- 최재호
- 이유진
- 이은수
- 나윤경
- 김용석
- 최화영
- 강윤정
- 문상숙 : 버스에서 케이크를 받은 할머니 역
- 엄재원 : 케이크를 받은 할머니의 손자 역
- 정현석 : 국과수 부검의 역
- 유창한

#### 6화 |15소년 표류기
- 최재섭 : 공인중개사 역
- 김세인 : 수습기자 역
- 전병철
- 서희수 : 헬스트레이너 역
- 최현숙 : 임양순 역 - 다이어트로 인한 사망자
- 양승걸 : 헬스장 사장 역
- 권상현
- 박윤정
- 남덕균
- 윤동영
- 소우리
- 심민지
- 윤지은

#### 7화 |우물 안 개구리
- 이청희
- 송태윤 : MSC 수습기자 역
- 박상진
- 이진화 : 의사 역
- 서광재 : YGN 관계자 역
- 손대방 : 형사 역
- 김태우
- 김진희
- 김도하
- 김성연 : 의사 역
- 조현건 : 장현규의 아버지 역

#### 8화 |운수 좋은 날
- 손영순 : 빙판길을 알려주는 할머니 역
- 리민 : 음주단속에 걸려 도주하는 남자 역
- 유승용 : 목발 짚고 있는 어린 학생 역

#### 9화 |피리 부는 사나이
- 최황빈
- 김흥래 : 형사 역
- 김선혜
- 이단비
- 김유진
- 허동원 : 구급대원 역

#### 10화 |양치기 소년
- 김보민
- 유민석
- 강태우

#### 11화 |한여름 밤의 꿈
- 최준영
- 성현미 : 포장마차 사장 역
- 이유일

#### 12화 |마술피리
- 김무영 : 송차옥의 운전기사 역
- 고기연
- 이수련 : 주얼리매장 직원 역

#### 13화 |크리스마스 선물
- 강원호
- 성찬호 : 의사 역
- 옥주리 : 기하명의 이웃집 주민 역
- 이유리
- 김율리 : 고 실장 역
- 박웅선 : 가방을 절도한 남자 역
- 강현욱 : 가방을 절도한 남자의 아들 역
- 이준호
- 심혜미
- 서정주 : 가방매장 매니저 역

#### 14화 |헨젤과 그레텔
- 이도훈
- 이승우 : 안찬수의 첫째 아들 역
- 강예담[2] : 안찬수의 둘째 딸 역
- 한호용 : 한강폐기물처리 공장 관계자 역

#### 15화 |돈키호테
- 황인준 : 한강폐기물처리 공장 관계자 역
- 박미나
- 엄태욱
- 고찬빈 : 안찬수의 막내아들 역

#### 16화 |벌거벗은 임금님
- 염청우
- 문기영 : 한강폐기물처리 공장 17번째 희생자의 부인 역
- 현석준 : 한강폐기물처리 공장 17번째 희생자의 아들 역
- 정인성
- 유승일
- 홍정욱
- 김호연
- 김민광 : 올림픽 해설위원 역
- 강창환
- 최찬숙 : 이규혁의 어머니 역
- 하치성

#### 17화 |주홍글씨
- 탁한상 : 김 의원 정당 직원 역

#### 18화 |빨간구두& 19화 |해와 바람과 나그네
- 손선근 : 법무팀장 역
- 김상일 : 법무팀 직원 역
- 이준희 : 의사 역
- 김종호 : 국회의원 역

#### 20화 |피터팬
- 신재하[3] : 신재하 역 - YGN 신입 기자
- 서연우

### 특별 출연
- 장광 : 교장선생님 역 (1화)
- 우현 : 담임선생님 역 (1~2화)
- 임성훈 : 퀴즈쇼 진행자 역 (1~2화)
- 정인기 : 기호상 역 - 기재명과 기하명의 아버지, 소방관 (1화, 3~4화)
- 장영남 : 기재명과 기하명의 어머니 역 (1화, 3화)
- 염동헌 : 문덕수 역 - 미청리 폐기물처리 공장 작업반장 (1화, 3화, 5화)
- 안선영 : 방송작가 역 (1~2화)
- 정웅인 : 민준국 역 - 상상 속 인하가 맡은 사건의 범죄자 (2화)
- 장항준 : 영화감독 역 (2화)
- 이정수 : 길 잃은 등산객 역 (2화)
- 홍현희 : 윤 선생 역 - 고등학교 선생님 (2화)
- 김민정 : 달포의 맞선녀 역 (사진 출연) (3화)
- 이보영 : 내비게이션 역 (목소리 출연) (3화)
- 김민영 : 송현주 역 - 다이어트 사망자의 딸 (7화)
- 박길수 : 버스회사 사장 역 (12~13화)
- 윤상현 : 차관우 역 - 기재명 측 변호사 (12화)
- 수지 : 서범조의 핸드폰 사진 속 맞선녀 역 (사진 출연) (12화)
- 이규혁 : 이규혁 역 - 스피드스케이팅 선수 (16화)
- 이승호 : 조대국 역 - 버스회사 사장 아들, 방송국 테러범 (18~19회)
- 이준 : FAMA 역 - 유명 아이돌 (19회)
- 김학래 : 사진사 역 (20회)
- 강남 : 송차옥 특강 수강생 역 (20회)
- 맹승지 : YGN 신입 기자 역 (20회)
- 오승아 : MSC 신입 기자 시험 면접생 역 (20회)
- 형곤 : MSC 신입 기자 시험 면접생 역 (20회)

## 수상
- 2014년 제27회 그리메상 최우수 남자 연기자상 : 이종석
- 2014년 SBS 연기대상 10대 스타상, 베스트 커플상, 중편드라마부문 여자 최우수연기상 : 박신혜
- 2014년 SBS 연기대상 10대 스타상, 베스트 커플상, 특별상 : 이종석
- 2014년 SBS 연기대상 뉴스타상 : 김영광, 이유비
- 2015년 제10회 서울 드라마 어워즈 : 한류드라마 우수작품상[4]
- 2015년 제8회 코리아 드라마 어워즈 남자 최우수상 : 이종석
- 2015년 제4회 에이판 스타 어워즈 연출상 : 조수원
- 2015년 제4회 에이판 스타 어워즈 남자 아역상 : 남다름
- 2015년 제4회 에이판 스타 어워즈 베스트 OST상 : 로이 킴

## 시청률
최저 시청률과 최고 시청률은 시청률 조사회사와 지역별로 시청률에 차이가 있을 수 있습니다.
| 2014년      | 2014년      | 2014년                | 2014년         | 2014년       | 2014년         | 2014년       |
| 회차        | 방송일      | 제목                  | TNmS 시청률    | TNmS 시청률  | AGB 시청률     | AGB 시청률   |
| 회차        | 방송일      | 제목                  | 대한민국(전국) | 서울(수도권) | 대한민국(전국) | 서울(수도권) |
| ----------- | ----------- | --------------------- | -------------- | ------------ | -------------- | ------------ |
| 제1회       | 11월 12일   | 피노키오              | 7.8%           | 9.9%         | 7.8%           | 8.4%         |
| 제2회       | 11월 13일   | 미운 오리 새끼        | 10.6%          | 12.8%        | 9.8%           | 10.8%        |
| 제3회       | 11월 19일   | 눈의 여왕             | 9.4%           | 10.9%        | 9.4%           | 10.9%        |
| 제4회       | 11월 20일   | 로미오와 줄리엣       | 10.6%          | 12.8%        | 10.4%          | 11.8%        |
| 제5회       | 11월 26일   | 임금님 귀는 당나귀 귀 | 9.2%           | 11.6%        | 10.2%          | 12.2%        |
| 제6회       | 11월 27일   | 15소년 표류기         | 11.0%          | 14.1%        | 10.4%          | 12.1%        |
| 제7회       | 12월 3일    | 우물 안 개구리        | 8.9%           | 11.3%        | 8.7%           | 9.6%         |
| 제8회       | 12월 4일    | 운수 좋은 날          | 10.8%          | 12.7%        | 10.2%          | 11.4%        |
| 제9회       | 12월 10일   | 피리부는 사나이       | 9.2%           | 11.1%        | 10.1%          | 11.9%        |
| 제10회      | 12월 11일   | 양치기 소년           | 10.8%          | 13.2%        | 10.7%          | 12.3%        |
| 제11회      | 12월 17일   | 한여름 밤의 꿈        | 11.1%          | 13.3%        | 10.4%          | 11.6%        |
| 제12회      | 12월 18일   | 마술피리              | 11.3%          | 13.5%        | 9.7%           | 10.9%        |
| 제13회      | 12월 24일   | 크리스마스 선물       | 10.4%          | 12.2%        | 9.8%           | 11.1%        |
| 제14회      | 12월 25일   | 헨젤과 그레텔         | 11.6%          | 13.3%        | 10.8%          | 11.7%        |
| 2015년      |             |                       |                |              |                |              |
| 제15회      | 1월 1일     | 돈키호테              | 13.3%          | 15.6%        | 12.9%          | 14.6%        |
| 제16회      | 1월 7일     | 벌거벗은 임금님       | 12.9%          | 15.7%        | 11.8%          | 14.0%        |
| 제17회      | 1월 8일     | 주홍글씨              | 12.7%          | 15.1%        | 12.9%          | 15.2%        |
| 제18회      | 1월 14일    | 빨간 구두             | 12.6%          | 16.0%        | 11.9%          | 13.3%        |
| 제19회      | 1월 14일    | 해와 바람과 나그네    | 12.1%          | 15.5%        | 11.3%          | 12.1%        |
| 제20회      | 1월 15일    | 피터팬                | 13.6%          | 16.7%        | 13.3%          | 15.1%        |
| 평균 시청률 | 평균 시청률 | 평균 시청률           | 11.0%          | 13.4%        | 10.6%          | 12.1%        |

## 특이 사항
- 매회마다 극을 관통하는 소제목이 등장하는데 공교롭게도 문학 작품 제목에서 오는 경우가 대부분이었다.[7]

## 결방 및 편성 변경 사유
- 2014년 12월 31일 : 2014 SBS 연기대상 시상식 중계방송으로 인해 한차례 결방하여 2015년 1월 14일 18회, 19회 연속 방송이 결정되었다.[8]

## 사운드 트랙

### Part.1
| #  | 제목                                        | 작사                   | 작곡 | 재생 시간 |
| -- | ------------------------------------------- | ---------------------- | ---- | --------- |
| 1. | 〈첫사랑 (Feat. 펀치 (Punch))〉 (타이거 JK) | 지훈, 타이거 JK, Bizzy | 코난 | 3:20      |
| 2. | 〈첫사랑 (Feat. 펀치 (Punch)) (Inst.)〉     |                        | 코난 | 3:20      |

### Part.2
| #  | 제목                   | 작사         | 작곡     | 재생 시간 |
| -- | ---------------------- | ------------ | -------- | --------- |
| 1. | 〈피노키오〉 (로이 킴) | 지훈, 구지안 | 로코베리 | 3:33      |
| 2. | 〈피노키오 (Inst.)〉   |              | 로코베리 | 3:33      |

### Part.3
| #  | 제목                               | 작사   | 작곡           | 재생 시간 |
| -- | ---------------------------------- | ------ | -------------- | --------- |
| 1. | 〈Non-fiction〉 (에브리 싱글 데이) | 문성남 | 문성남, 정재우 | 4:24      |
| 2. | 〈Challenge〉 (에브리 싱글 데이)   | 문성남 | 문성남         | 3:26      |
| 3. | 〈My Story〉 (에브리 싱글 데이)    | 문성남 | 문성남         | 3:22      |

### Part.4
| #  | 제목                       | 작사         | 작곡               | 재생 시간 |
| -- | -------------------------- | ------------ | ------------------ | --------- |
| 1. | 〈사랑은 눈처럼〉 (박신혜) | 지훈, 구지안 | 코난, 로코, 박신원 | 3:19      |
| 2. | 〈사랑은 눈처럼 (Inst.)〉  |              | 코난, 로코, 박신원 | 3:19      |

### Part.5
| #  | 제목                       | 작사         | 작곡     | 재생 시간 |
| -- | -------------------------- | ------------ | -------- | --------- |
| 1. | 〈하나뿐인 사람〉 (케이윌) | 지훈, 구지안 | 로코베리 | 3:20      |
| 2. | 〈하나뿐인 사람 (Inst.)〉  |              | 로코베리 | 3:20      |

### Part.6
| #  | 제목                   | 작사       | 작곡     | 재생 시간 |
| -- | ---------------------- | ---------- | -------- | --------- |
| 1. | 〈Kiss Me〉 (자이언티) | 지훈, 로코 | 로코베리 | 3:09      |
| 2. | 〈Kiss Me (Inst.)〉    |            | 로코베리 | 3:09      |

### Part.7
| #  | 제목                    | 작사 | 작곡         | 재생 시간 |
| -- | ----------------------- | ---- | ------------ | --------- |
| 1. | 〈뜨겁게 나를〉 (윤하)  | 지훈 | 와사비사운드 | 3:49      |
| 2. | 〈뜨겁게 나를 (Inst.)〉 |      | 와사비사운드 | 3:49      |

### Part.8
| #  | 제목                     | 작사 | 작곡           | 재생 시간 |
| -- | ------------------------ | ---- | -------------- | --------- |
| 1. | 〈그대 하나로〉 (김보경) | 지훈 | 오창훈, 박성호 | 3:35      |
| 2. | 〈그대 하나로 (Inst.)〉  |      | 오창훈, 박성호 | 3:35      |

### Vol.1
| #   | 제목                                             | 작사                   | 작곡               | 재생 시간 |
| --- | ------------------------------------------------ | ---------------------- | ------------------ | --------- |
| 1.  | 〈첫사랑 (Feat. 펀치 (Punch))〉 (타이거 JK)      | 지훈, 타이거 JK, Bizzy | 코난               | 3:20      |
| 2.  | 〈피노키오〉 (로이 킴)                           | 지훈, 구지안           | 로코베리           | 3:33      |
| 3.  | 〈Non-fiction〉 (에브리 싱글 데이)               | 문성남                 | 문성남, 정재우     | 4:24      |
| 4.  | 〈사랑은 눈처럼〉 (박신혜)                       | 지훈, 구지안           | 코난, 로코, 박신원 | 3:19      |
| 5.  | 〈하나뿐인 사람〉 (케이윌)                       | 지훈, 구지안           | 로코베리           | 3:20      |
| 6.  | 〈Kiss Me〉 (자이언티)                           | 지훈, 로코             | 로코베리           | 3:09      |
| 7.  | 〈뜨겁게 나를〉 (윤하)                           | 지훈                   | 와사비사운드       | 3:49      |
| 8.  | 〈그대 하나로〉 (김보경)                         | 지훈                   | 오창훈, 박성호     | 3:35      |
| 9.  | 〈꿈을 꾸다〉 (박신혜)                           | 지훈, 구지안           | 로코               | 3:20      |
| 10. | 〈Challenge〉 (에브리 싱글 데이)                 | 문성남                 | 문성남             | 3:26      |
| 11. | 〈My Story〉 (에브리 싱글 데이)                  | 문성남                 | 문성남             | 3:22      |
| 12. | 〈Tears In The Crowd Strings〉 (Various Artists) |                        | 문성남             | 4:27      |
| 13. | 〈Pino Dream Strings〉 (Various Artists)         |                        | 문성남             | 3:52      |
| 14. | 〈Calm And Passion〉 (Various Artists)           |                        | 이경식             | 2:57      |
| 15. | 〈Mysteric Them〉 (Various Artists)              |                        | 정차식             | 3:04      |

## 동시간대 드라마
- 아이언맨 (KBS2, 2014년 9월 10일 ~ 2014년 11월 13일)
- 왕의 얼굴 (KBS2, 2014년 11월 19일 ~ 2015년 2월 5일)
- 미스터 백 (MBC, 2014년 11월 5일 ~ 2014년 12월 25일)
- 킬미힐미 (MBC, 2015년 1월 7일 ~ 2015년 3월 12일)